# Sulcophanaeus auricollis
Sulcophanaeus auricollis är en skalbaggsart som beskrevs av Edgar von Harold 1880. Sulcophanaeus auricollis ingår i släktet Sulcophanaeus och familjen bladhorningar. Utöver nominatformen finns också underarten S. a. joffrei.